# Toarlyn Fitzpatrick
Toarlyn Lavon Fitzpatrick (Tampa, Florida; 4 de septiembre de 1989) es un jugador de baloncesto estadounidense. Con 2,06 metros de altura, juega en la posición de pívot en las filas del BCM U Pitești de la Liga Națională rumana.

## Trayectoria deportiva
Formado en South Florida Bulls durante cuatro temporadas, tras no ser elegido en el draft de la NBA de 2013, se marcha a Bélgica para debutar como profesional en las filas del Kangoeroes Basket Willebroek con el que juega 35 encuentros realizando una media de 7.75 puntos por encuentro.
Más tarde, se marcha a Grecia para jugar con el AS Apollon Patras la A1 Ethniki en la temporada 2014-15. Tras una temporada en Alemania en las filas del Walter Tigers Tubingen, en 2016 regresa a Grecia para jugar en el Rethymno BC.
En 2017 se marcha a Japón para jugar dos temporadas, una en las filas del Akita Northern Happinets y otra en los Cyberdyne Ibaraki Robots de la B League.
En verano de 2018, regresa a Grecia para jugar en el Holargos B.C.